# Schlierbach (Ausztria)
Schlierbach osztrák község Felső-Ausztria Kirchdorf an der Krems-i járásában. 2019 januárjában 2871 lakosa volt. 

## Elhelyezkedése

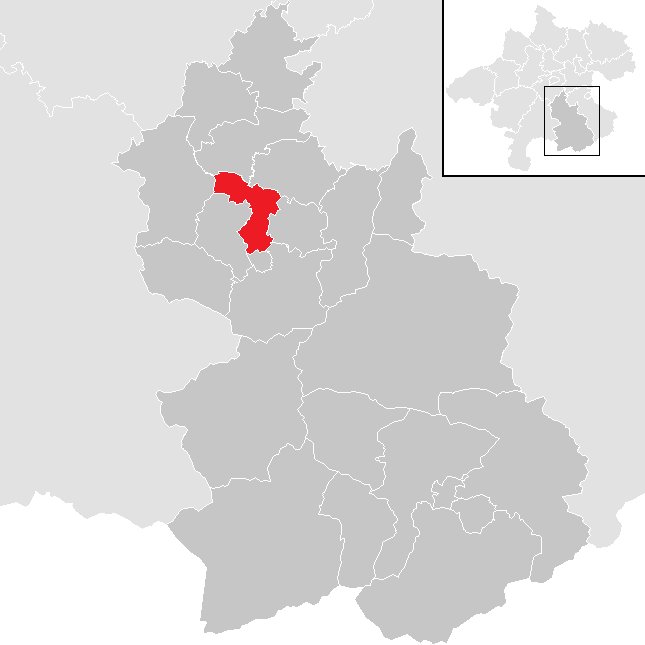
Schlierbach a Kirchdorf an der Krems-i járásban

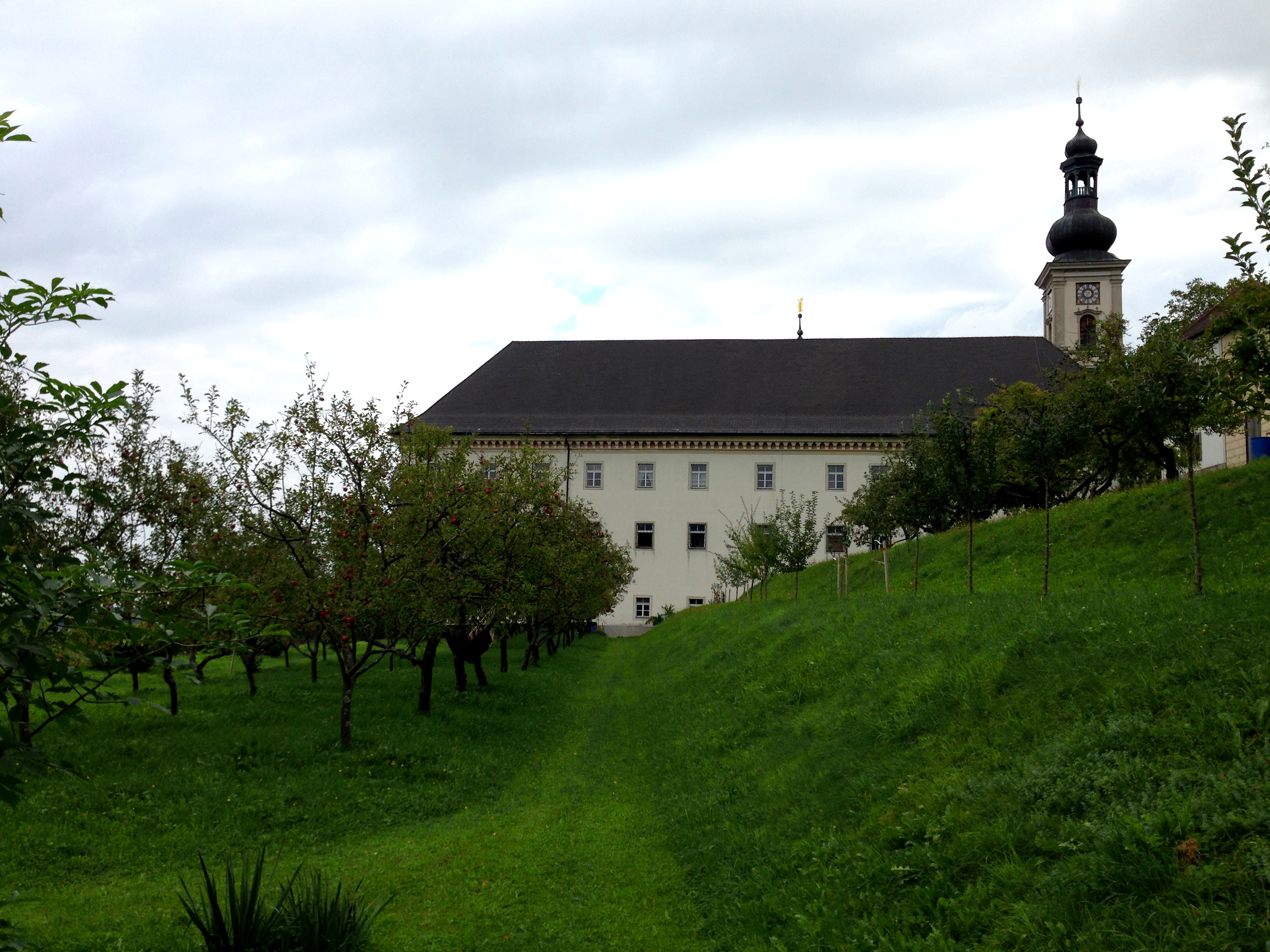
A schlierbachi apátság

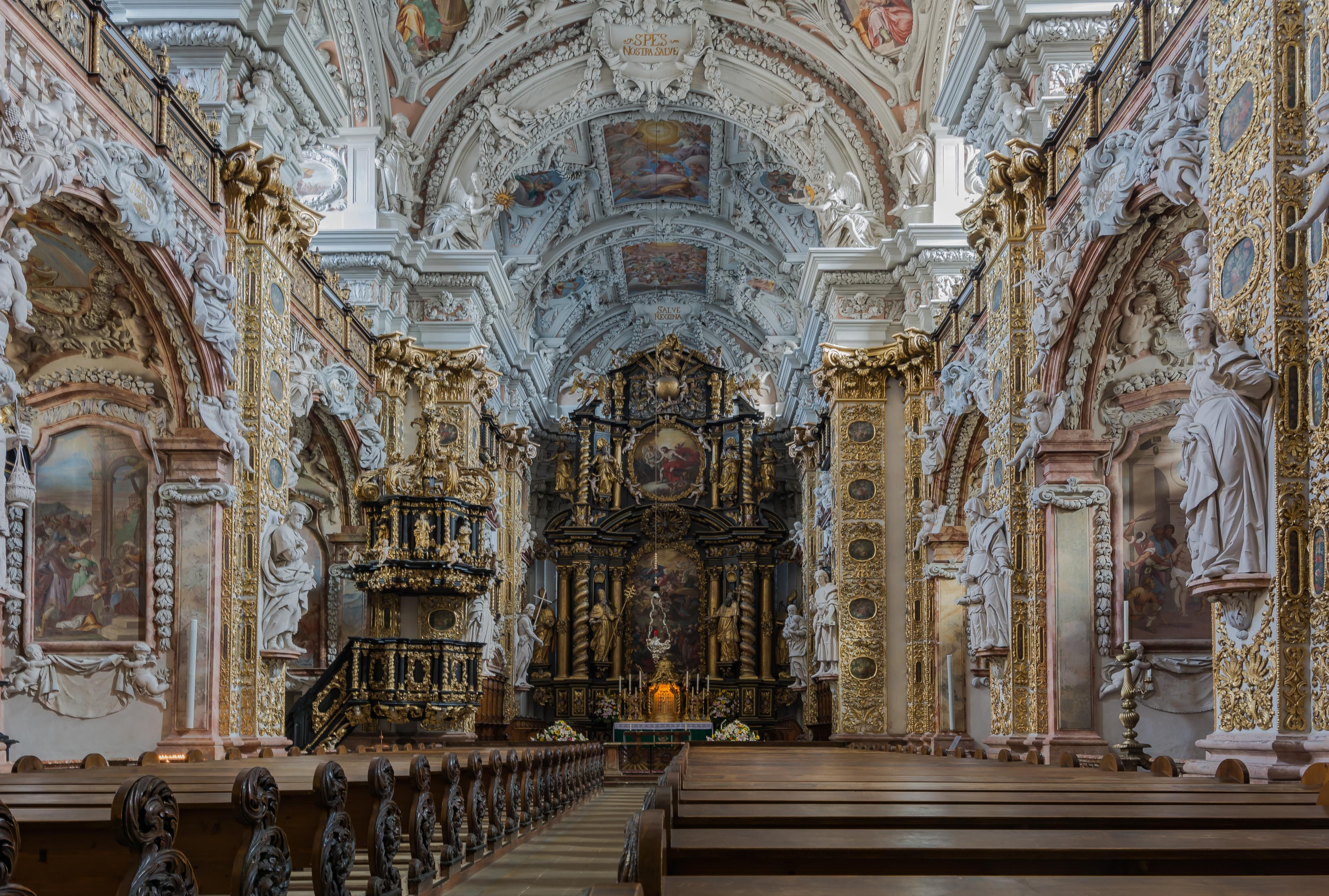
Az apátsági templom főhajója

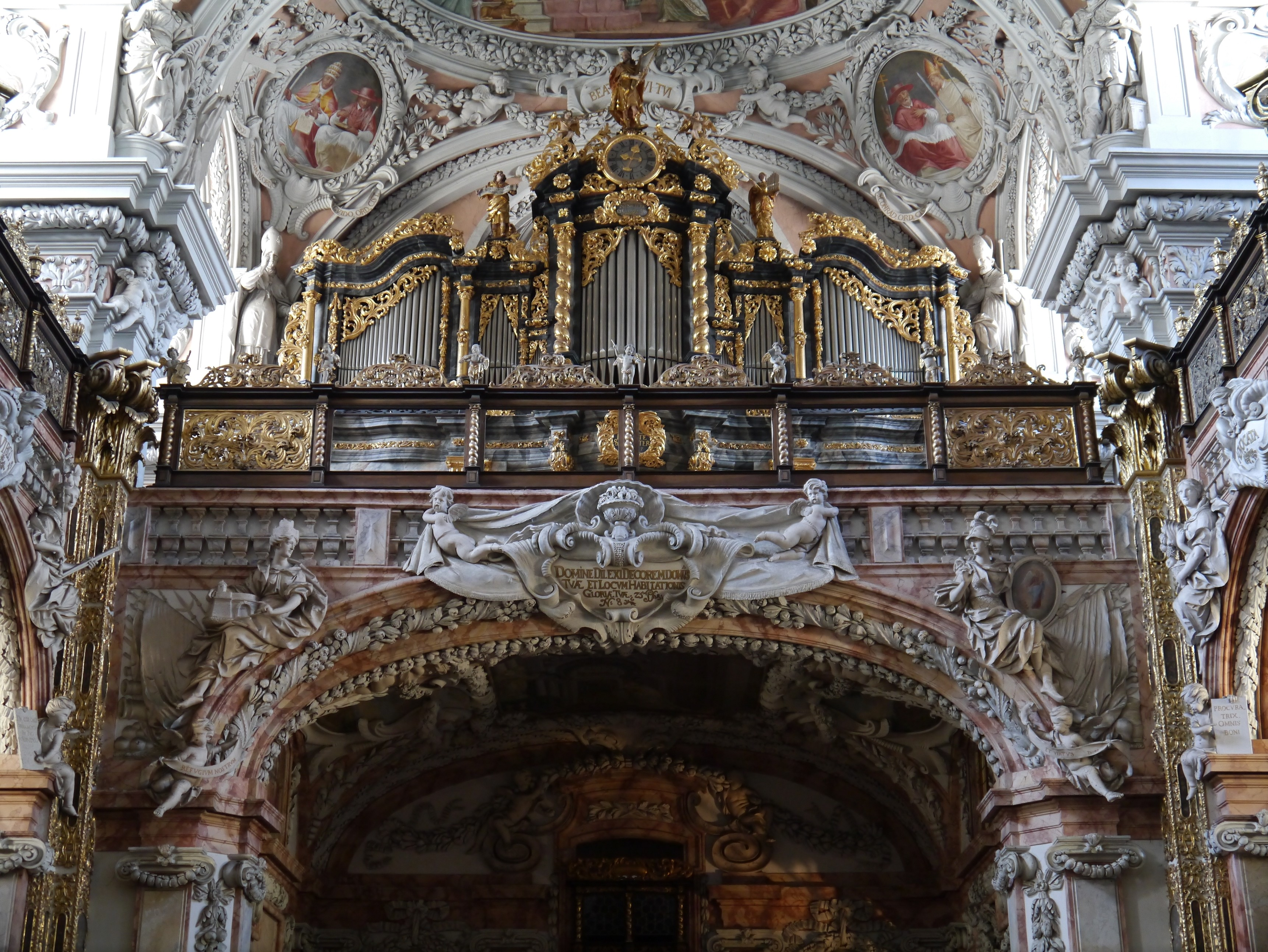
A templom orgonája

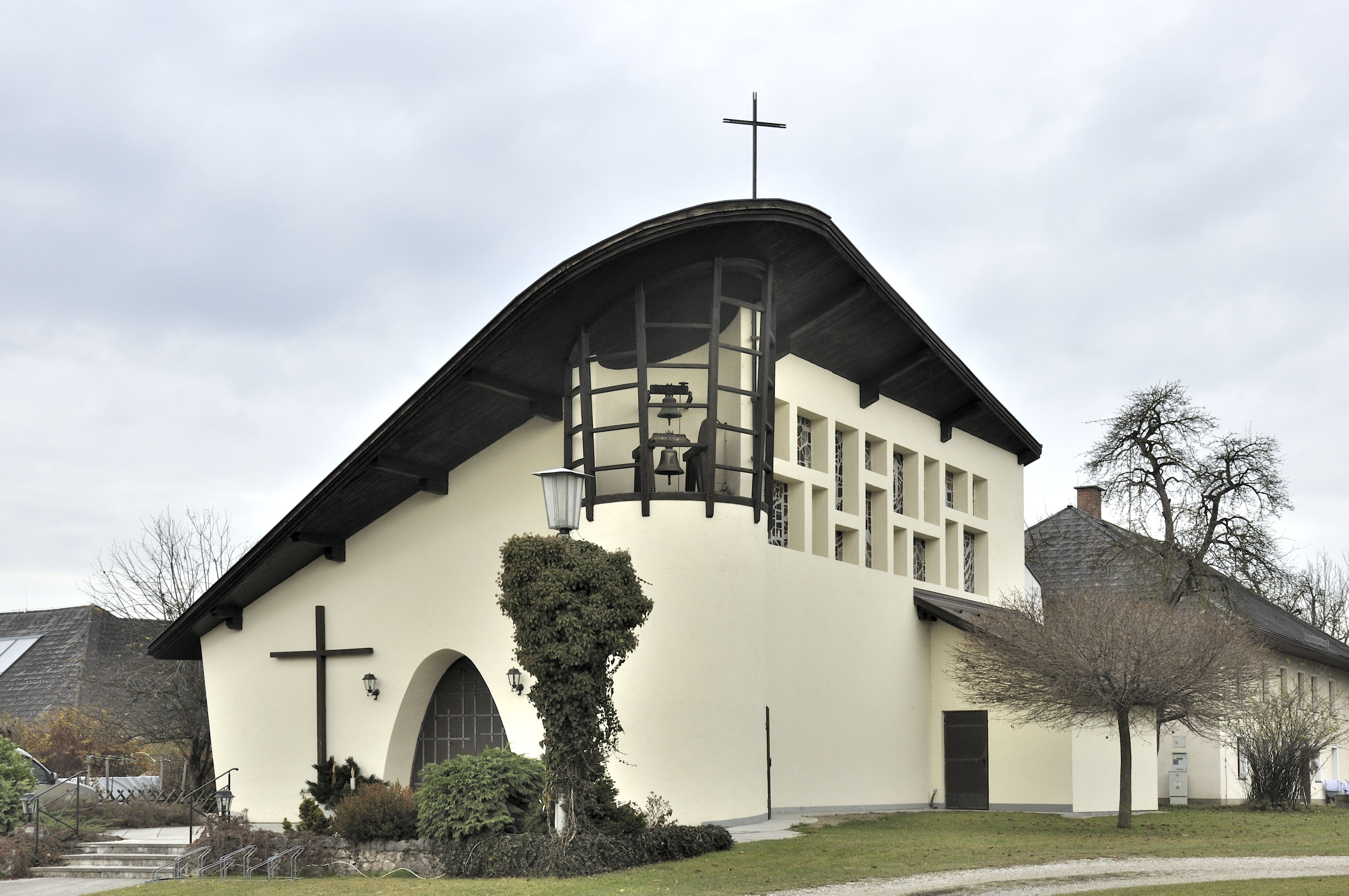
A Szt. Ubald-templom

Schlierbach Felső-Ausztria Traunviertel régiójában fekszik a Krems folyó jobb partján. Területének 12,4%-a erdő és 71,9% áll mezőgazdasági művelés alatt. Az önkormányzat 4 településrészt, illetve falut egyesít: Haselböckau (182 lakos 2019-ben), Hausmanning (759), Maisdorf (136) és Schlierbach (1794). 
A környező önkormányzatok: északra Nußbach, keletre Oberschlierbach, délkeletre Micheldorf in Oberösterreich, délre Kirchdorf an der Krems, nyugatra Inzersdorf im Kremstal, északnyugatra Pettenbach és Wartberg an der Krems.

## Története
Schlierbach első említése – akkor még Bajorország részeként – 927-ből származik. Ismert egy von Schlierbach nevű középkori miniszteriálisi pozíciójú nemesi nemzetség is. Az 1261-es bécsi béke után a Krems völgye az Osztrák Hercegséghez került át. 1353-ban a szomszédos Kirchberget birtokló bambergi püspök megpróbálta megakadályozni a schlierbachi uradalom a Wallsee-nemzetségnek való eladását, de nem járt sikerrel. Anna és Eberhard von Wallsee 1355-ben cisztercita apácakolostort alapított Schlierbachban. A reformációt követően a kolostor is Luther tanait kezdte követni, az apácák szétszéledtek és 1556 után már adminisztrátorok irányították. 
1620-ban a kolostort férfikolostorrá szervezték át. A harmincéves háborúban a vonuló hadseregek elkerülték a környéket, de a magas adók és a gabonahiány itt is éreztette hatását. 1672-ben megkezdték az apátság teljes átépítését. Az 1720-as években Christian Stadler apát leromboltatta a 280 éves sauterni kápolnát és helyére Szt. Ubaldnak szentelt templomot emeltetett. 
A napóleoni háborúk során 1809-ben a falut württembergi katonák fosztották ki. Az 1848-as bécsi forradalmat követően közigazgatási reformot vezettek be, minek alapján a parasztok megszabadultak a kolostornak fizetendő adóktól és kötelezettségektől és megalakult a községi önkormányzat. 1872-ben megnyílt a postahivatal, tíz évvel később pedig megépült a Pyhrnbahn vasútvonala, amelynek Schlierbachban is volt megállója. 
Az első világháborút követően 1919-ben a spanyolnátha szedett számos áldozatot a faluban. 1924-ben leégett a Szt. Ubald-templom  és megkezdődött újjáépítése. 1938-ban Ausztria csatlakozott a Német Birodalomhoz, Schlierbachot pedig az Oberdonaui gauba sorolták. 
A második világháború végén 1945. május 6-án érték el az amerikaiak Schlierbachot. A Szt. Ubald-templomot a hibás helyreállítás miatt lebontották és 1959-ben modern stílusban újjáépítették. 

## Lakosság
A schlierbachi önkormányzat területén 2019 januárjában 2871 fő élt. A lakosságszám 1961 óta gyarapodó tendenciát mutat. 2017-ben a helybeliek 92%-a volt osztrák állampolgár; a külföldiek közül 1,5% a régi (2004 előtti), 2,2% az új EU-tagállamokból érkezett. 1,4% a volt Jugoszlávia (Szlovénia és Horvátország nélkül) vagy Törökország, 2,9% egyéb országok polgára volt. 2001-ben a lakosok 89%-a római katolikusnak, 2,9% evangélikusnak, 2,8% mohamedánnak, 4% pedig felekezeten kívülinek vallotta magát. Ugyanekkor egy magyar élt a községben; a legnagyobb nemzetiségi csoportot a német (95,1%) mellett a horvátok (2%) alkották.
A lakosság számának változása:

| 2016 | 2 869 |
| 2018 | 2 858 |

## Látnivalók
- a schlierbachi apátság az osztrák barokk építészet egyik mesterműve. Belső dekorációját az olasz Carlone művészcsalád végezte.
- a Szt. Ubald-templom

## Testvértelepülések
- Orgelet (Franciaország)

## Fordítás
- Ez a szócikk részben vagy egészben  a   Schlierbach (Oberösterreich) című német Wikipédia-szócikk ezen változatának fordításán alapul.  Az eredeti cikk szerkesztőit annak laptörténete sorolja fel. Ez a jelzés csupán a megfogalmazás eredetét és a szerzői jogokat jelzi, nem szolgál a cikkben szereplő információk forrásmegjelöléseként.